# Сорвино, Мира
Ми́ра Кэ́трин Сорви́но (англ. Mira Katherine Sorvino; род. 28 сентября 1967[…], Нью-Йорк, Нью-Йорк или Тенафлай, Нью-Джерси) — американская актриса. Обладательница премий «Оскар» и «Золотой глобус» за лучшую женскую роль второго плана в фильме Вуди Аллена «Великая Афродита» (1995).

## Биография

### Юные годы
Мира Сорвино родился 28 сентября 1967 года на Манхэттене, Нью-Йорк, в семье американского актёра сицилийского происхождения Пола Сорвино и терапевта Лоррейн Рут Дэвис. Позже у неё появился брат Майкл Сорвино, ставший актёром, и сестра Аманда.
Её детство и юность прошли в Тенафлай, штат Нью-Джерси, где она играла в пьесах на заднем дворе дома со своей подругой детства Хоуп Дэвис, а также в театральных постановках в школе Дуайт-Энглвуд. После школы Сорвино поступила в Гарвардский университет на специальность «Восточноазиатские исследования», который окончила с отличием в 1989 году. Один год она училась по обмену в Пекине, где изучала китайский язык.

### Карьера
Впервые на большом экране Сорвино появилась в 1985 году в эпизодической роль в фильме ужасов «Вкусная дрянь». Свою первую заметную роль она сыграла на телевидении в телесериале «Лебединый перевал», где она появилась в шести эпизодах в 1992 году. Вскоре она была принята на работу в качестве третьего помощника режиссёра криминальной драмы «Среди друзей». Однако вскоре её повысили до директора по кастингу, затем до помощника продюсера и, наконец, предложили главную роль. После выхода картины на экраны в 1993 году Сорвино получила похвалу и положительные отзывы критиков, что помогла ей в дальнейшем становлении актёрской карьеры .
После нескольких незначительных ролей в фильмах «Телевикторина» и «Барселона» в 1995 году она получила роль Линды Эш в фильме Вуди Аллена «Великая Афродита». Образ беспечной проститутки сделал её звездой, принеся ей премии «Оскар» и «Золотой глобус», а также номинации на Премию Гильдии киноактёров США и BAFTA за лучшую женскую роль второго плана. В 1996 году Сорвино исполнила роль Мэрилин Монро в фильме HBO «Норма Джин и Мэрилин», за который была номинирована на «Золотой глобус» и «Эмми». Далее последовали роли в таких фильмах как «Роми и Мишель на встрече выпускников» (1997), «Мутанты» (1997), «С первого взгляда» (1999) и «Кровавое лето Сэма» (1999).
В 1996 году актриса вошла в список 50 самых красивых людей, составленный журналом «People». В последующие годы Сорвино снималась в независимых и низкобюджетных фильмах. В 2005 году она появилась в телефильме канала Lifetime «Живой товар», за который вновь была номинирована на «Золотой глобус». Среди её телевизионных работ роли в таких телесериалах как Доктор Хаус (2008), Последний тамплиер (2009), Ясновидец (2014), Рухнувшие небеса (2014—2015), Американская семейка (2018) и Голливуд (2020).
В 2021 году на экраны вышел мелодраматический фильм «После. Глава 3», в котором Сорвино исполнила роль Кэрол Янг. В 2022 году она сыграла роль второго плана в фильме «Звук свободы» о торговле людьми в Южной Америке.

## Личная жизнь
С 1996 по 1998 год у Миры Сорвино были романтические отношения с режиссёром Квентином Тарантино, который сопровождал её на церемонии вручения премии «Оскар», где она получила награду за лучшую женскую роль второго плана в фильме «Великая Афродита».
С 11 июня 2004 года Мира замужем за актёром Кристофером Бакусом (род.1981). У супругов четверо детей: Мэттеа Энджел Бакус (род. 9 ноября 2004), Джонни Кристофер Кинг Бакус (род. 29 мая 2006), Холден Пол Терри Бакус (род. 22 июня 2009) и Люсия Бакус (род. 3 мая 2012).
В дань уважения к героине Сорвино Сьюзан Тайлер, энтомолога, исследовавшего смертельные мутации насекомых в фильме «Мутанты», соединение, которое выделяется в качестве защитного механизма жуком-плавунцем thermonectus marmoratus, было названо мирасорвоном (mirasorvone) открывшим его энтомологом Томасом Айснером.
В 2017 году Сорвино публично заявила о сексуальных домогательствах, которым она подверглась со стороны продюсера Харви Вайнштейна, и считает, что её карьера сильно пострадала после того, как она отвергла его ухаживания. По словам Питера Джексона, Вайнштейн заблокировал кандидатуры Сорвино и Эшли Джадд, ещё одну из своих предполагаемых жертв, на рассмотрение ролей в фильмах «Властелин колец».
Сорвино владеет китайским и французским языками. С 2004 года актриса активно сотрудничает с Amnesty International. В 2006 году она была удостоена награды «Артист совести», присуждаемой тем, кто много лет занимается филантропией и гуманизмом. С 2009 по 2012 год Сорвино была послом доброй воли ООН по борьбе с торговлей людьми и лоббировала в Конгрессе США содействие в отмене этой практики в африканском регионе Дарфур.

## Фильмография
| Год       |     | Русское название                                     | Оригинальное название                  | Роль                             |
| --------- | --- | ---------------------------------------------------- | -------------------------------------- | -------------------------------- |
| 1985      | ф   | Вкусная дрянь                                        | The Stuff                              | работница фабрики                |
| 1991      | с   | Направляющий свет                                    | Guiding Light                          | Джули Камаллетти                 |
| 1992      | с   | Лебединый перевал                                    | Swans Crossing                         | София Декастро                   |
| 1992      | тф  | Параллельные жизни                                   | Parallel Lives                         | Мэтти Дероса                     |
| 1992      | тф  | Вторая величайшая из когда-либо рассказанных историй | The Second Greatest Story Ever Told    | Мэри Вайнстайн                   |
| 1993      | ф   | Среди друзей                                         | Amongst Friends                        | Лора                             |
| 1993      | ф   | Нью-йоркский полицейский                             | New York Undercover Cop                | Мария                            |
| 1993      | кор |                                                      | The Obit Writer                        |                                  |
| 1993      | ф   | Голландский мастер                                   | The Dutch Master                       | Тереза                           |
| 1994      | ф   | Барселона                                            | Barcelona                              | Марта Феррер                     |
| 1994      | ф   | Телевикторина                                        | Quiz Show                              | Сандра Гудвин                    |
| 1995      | ф   | С унынием в лице                                     | Blue In The Face                       | молодая леди                     |
| 1995      | ф   | Тарантелла                                           | Tarantella                             | Дайан                            |
| 1995      | ф   | Сладкое ничто                                        | Sweet Nothing                          | Моника                           |
| 1995      | ф   | Великая Афродита                                     | Mighty Aphrodite                       | Линда Эш                         |
| 1995      | с   | Красотки Эдит Уортон                                 | The Buccaneers                         | Кончита Клоссон                  |
| 1996      | тф  |                                                      | Jake’s Women                           | Джули                            |
| 1996      | тф  | Норма Джин и Мэрилин                                 | Norma Jean & Marilyn                   | Мэрилин Монро                    |
| 1996      | ф   | Красивые девушки                                     | Beautiful Girls                        | Шерон Кэссиди                    |
| 1996      | ф   | Эротические истории                                  | Tales of Erotica                       | Тереза                           |
| 1997      | ф   | Роми и Мишель на встрече выпускников                 | Romy and Michele’s High School Reunion | Роми Уайт                        |
| 1997      | ф   | Мутанты                                              | Mimic                                  | доктор Сьюзан Тайлер             |
| 1998      | ф   | Убийцы на замену                                     | The Replacement Killers                | Мег Коберн                       |
| 1998      | ф   | Уставший умирать                                     | Too Tired to Die                       | Смерть / Джин                    |
| 1998      | ф   | Где ты, Лулу?                                        | Lulu on the Bridge                     | Селия Бернс                      |
| 1998      | ф   | Добро пожаловать в Голливуд                          | Welcome to Hollywood                   | в роли самой себя                |
| 1998      | ф   | Лёгкие деньги                                        | Free Money                             | агент Карен Поларски             |
| 1999      | ф   | С первого взгляда                                    | At First Sight                         | Эми Беник                        |
| 1999      | ф   | Кровавое лето Сэма                                   | Summer of Sam                          | Дайонна                          |
| 2000      | ф   |                                                      | Lisa Picard Is Famous                  | в роли самой себя                |
| 2000      | тф  | Великий Гэтсби                                       | The Great Gatsby                       | Дейзи Бьюкенен                   |
| 2001      | ф   | Триумф любви                                         | The Triumph of Love                    | принцесса                        |
| 2001      | ф   | Серая зона                                           | The Grey Zone                          | Дайна                            |
| 2001      | в   |                                                      | Massive Attack: Eleven Promos          | темноволосая роковая женщина     |
| 2002      | ф   | Женская логика                                       | WiseGirls                              | Мег Кеннеди                      |
| 2002      | ф   | Страстная неделя                                     | Semana Santa                           | Мария Дельгадо                   |
| 2002      | ф   | Только между нами                                    | Between Strangers                      | Наталия Бауэр                    |
| 2003      | ф   | Боги и генералы                                      | Gods and Generals                      | Фанни Чемберлейн                 |
| 2003      | с   | Уилл и Грейс                                         | Will & Grace                           | Дайан                            |
| 2004      | ф   | Окончательный монтаж                                 | The Final Cut                          | Делайла                          |
| 2005      | с   | Живой товар                                          | Human Trafficking                      | Кейт Морозов                     |
| 2006      | с   | Прикрытие-Один: Фактор Аида                          | Covert One: The Hades Factor           | Рейчел Рассел                    |
| 2007      | ф   | Запретная дорога                                     | Reservation Road                       | Рут Уэлдон                       |
| 2007      | с   | Ленинград                                            | Attack on Leningrad                    | Кейт Дэвис                       |
| 2008      | с   | Доктор Хаус                                          | House                                  | доктор Кейт Милтон               |
| 2009      | ф   | Как одуванчики                                       | Like Dandelion Dust                    | Уэнди Портер                     |
| 2009      | с   | Последний тамплиер                                   | The Last Templar                       | Тесс Чайкин                      |
| 2010      | ф   | Многократные сарказмы                                | Multiple Sarcasms                      | Кэри                             |
| 2010      | ф   | Присутствие                                          | The Presence                           | Энджи                            |
| 2011      | ф   | Герб ангелов                                         | Angels Crest                           | Энджи                            |
| 2011      | ф   | Юнион-Сквер                                          | Union Square                           | Люси                             |
| 2011      | ф   | Джереми Финк и смысл жизни                           | Jeremy Fink and the Meaning of Life    | Элейн                            |
| 2012      | ф   | Проблема с Кали                                      | The Trouble with Cali                  | балетмейстер                     |
| 2012      | ф   | Смитти                                               | Smitty                                 | Аманда                           |
| 2012      | ф   | Невинность на продажу                                | Trade of Innocents                     | Клэр Бекер                       |
| 2012      | тф  |                                                      | Finding Mrs. Claus                     | Джессика Клаус                   |
| 2013      | тф  | Конный полицейский                                   | Trooper                                | Кей Джей Флакстон                |
| 2013      | ф   | Космические воины                                    | Space Warriors                         | Салли Хокинс                     |
| 2014      | ф   | Школьный проект                                      | Perfect Sisters                        | Линда / идеальная мама           |
| 2014      | тф  | Гэффиган                                             | Gaffigan                               | Джинни                           |
| 2014      | с   | Ясновидец                                            | Psych                                  | Бетси Бренниган                  |
| 2014      | с   | Злоумышленники                                       | Intruders                              | Эми Уилан                        |
| 2014—2015 | с   | Рухнувшие небеса                                     | Falling Skies                          | Бетси Бренниган                  |
| 2014      | мф  | Застрявшие во времени                                | Frozen in Time                         | Кэрол Пертл                      |
| 2015      | ф   | Лодыри                                               | Quitters                               | Мэй Рэйман                       |
| 2015      | ф   | Ты веришь?                                           | Do You Believe?                        | Саманта                          |
| 2015      | ф   | Хлоя и Тео                                           | Chloe and Theo                         | Моника                           |
| 2014      | ф   | Дочь Бога                                            | Exposed                                | Жанин Каллен                     |
| 2014      | ф   | Опрометчивость                                       | Indiscretion                           | доктор Вероника Саймон           |
| 2014      | ф   | День матери                                          | Mothers and Daughters                  | Джорджина                        |
| 2014      | кор |                                                      | The Muse                               | сумрачная женщина                |
| 2014      | ф   | Красный кленовый лист                                | The Red Maple Leaf                     | Марианна Палермо                 |
| 2015      | с   | Сталкер                                              | Stalker                                | Вики Грегг                       |
| 2016      | тф  | Рождество на память                                  | A Christmas to Remember                | Дженнифер Уэйд / Мэгги           |
| 2016—2017 | с   | Взрывная штучка                                      | Lady Dynamite                          | королева улья / Дженнифер Никелс |
| 2017      | ф   | На глубине 6 футов                                   | 6 Below: Miracle on the Mountain       | Сьюзан Лемарк                    |
| 2018      | ф   |                                                      | A Dog & Pony Show                      | Сара Джин                        |
| 2018      | ф   |                                                      | Waterlily Jaguar                       | Хелен                            |
| 2018      | ф   |                                                      | Doe                                    | руководитель                     |
| 2018      | ф   | Тёмное зеркало                                       | Look Away                              | Эми                              |
| 2018      | с   | Кондор                                               | Condor                                 | Марти Фрост                      |
| 2018      | ф   | Никто не хотел говорить                              | No One Would Tell                      | судья Элизабет Хановер           |
| 2018      | с   | Стартап                                              | StartUp                                | Ребекка Страуд                   |
| 2018      | с   | Американская семейка                                 | Modern Family                          | Николь Розмари Пейдж             |
| 2018      | мс  | Дети шпионов: Критическая миссия                     | Spy Kids: Mission Critical             | Ингрид Кортес                    |
| 2019      | ф   | Под листьями                                         | Beneath the Leaves                     | детектив Эрика Шотуэлл           |
| 2019      | ф   | Али, рули!                                           | Stuber                                 | капитан Энджи Макгенри           |
| 2019      | ф   | Пустошь                                              | Badland                                | Сара Кук                         |
| 2019      | ф   |                                                      | Drowning                               | Мэри                             |
| 2019      | ф   | Острова                                              | The Islands                            | Мэри Торнтон                     |
| 2020      | с   | Голливуд                                             | Hollywood                              | Джинн Крэндалл                   |
| 2020      | ф   | Последний стрим                                      | Butter's Final Meal                    | Мэриан                           |
| 2020      | с   | В ожидании                                           | The Expecting                          | доктор Грин                      |
| 2021      | ф   | Режим героя                                          | Hero Mode                              | Кейт Мейфилд                     |
| 2021      | с   | Американская история преступлений                    | American Crime Story                   | Марша Льюис                      |
| 2021      | ф   | Наедине со смертью                                   | East of the Mountains                  | Рене Гивинс                      |
| 2021      | ф   | После. Глава 3                                       | After We Fell                          | Кэрол Янг                        |
| 2021      | ф   | Чудеса случаются                                     | The Girl Who Believes in Miracles      | Бонни Хопкинс                    |
| 2022      | ф   | После. Долго и счастливо                             | After Ever Happy                       | Кэрол Янг                        |
| 2022      | ф   | Ламборгини: Человек-легенда                          | Lamborghini: The Man Behind the Legend | Аннита                           |
| 2022—2023 | с   | Сияющая долина                                       | Shining Vale                           | Розмари                          |
| 2023      | ф   | После. Навсегда                                      | After Everything                       | Кэрол Янг                        |
| 2023      | ф   | Звук свободы                                         | Sound of Freedom                       | Кэтерин                          |

## Награды и номинации
| Награда                        | Год  | Категория                                         | Название работы      | Результат |
| ------------------------------ | ---- | ------------------------------------------------- | -------------------- | --------- |
| Оскар                          | 1996 | Лучшая женская роль второго плана                 | Великая Афродита     | Победа    |
| Золотой глобус                 | 1996 | Лучшая женская роль второго плана в кинофильме    | Великая Афродита     | Победа    |
| Золотой глобус                 | 1997 | Лучшая женская роль в мини-сериале или телефильме | Норма Джин и Мэрилин | Номинация |
| Золотой глобус                 | 2006 | Лучшая женская роль в мини-сериале или телефильме | Живой товар          | Номинация |
| Эмми                           | 1996 | Лучшая женская роль в мини-сериале или телефильме | Норма Джин и Мэрилин | Номинация |
| BAFTA                          | 1996 | Лучшая женская роль второго плана                 | Великая Афродита     | Номинация |
| Премия Гильдии киноактёров США | 1996 | Лучшая женская роль второго плана                 | Великая Афродита     | Номинация |
| Сатурн                         | 1998 | Лучшая киноактриса                                | Мутанты              | Номинация |